# Ч̀
Cette page contient des caractères spéciaux ou non latins. S’ils s’affichent mal (▯, ?, etc.), consultez la page d’aide Unicode.
Ч̀ (minuscule : ч̀), appelé tché accent grave, est une lettre additionnelle de l’alphabet cyrillique qui a été utilisée en komi-zyriène au XIXe siècle. Elle est composée du tché ‹ Ч › diacrité d’un accent grave.

## Représentation informatique
Le tché accent grave peut être représenté avec les caractères Unicode suivants :
- décomposé (cyrillique, diacritiques) :

| formes    | représentations | chaînes de caractères | points de code | descriptions                                              |
| --------- | --------------- | --------------------- | -------------- | --------------------------------------------------------- |
| capitale  | Ч̀               | Ч◌̀                    | U+0427 U+0300  | lettre majuscule cyrillique tché diacritique accent grave |
| minuscule | ч̀               | ч◌̀                    | U+0427 U+0300  | lettre minuscule cyrillique tché diacritique accent grave |